# Disney Wonder
Disney Wonder    - це круїзне судно, яке перебуває у розпорядженні Діснеївських круїзних ліній. Також це вже другий корабель, який приєднався до флоту Дісней, і з 1999 року став придатним до використання. Він має майже ідентичну конструкцію із іншим кораблем із флоту, який названо Disney Magic.  Інтер'єр Disney Wonder  оформлений в стилі арт-нуво, на відміну від суміжного судна, Disney Magic,  яке оформлене в стилі арт-деко. Обидва судна мають 11 громадських палуб, які можуть вмістити близько 2 400 пасажирів у 875-ти каютах, та екіпаж, який налічує приблизно 950 працівників. Disney Wonder  був побудований протягом року після завершення конструювання судна Disney Magic. [4]  Disney Wonder  рухається різними північноамериканськими маршрутами на сезонній основі. 
Капітаном Disney Wonder  є капітан Фабіан Діб, а його "хрещеною матір'ю" є Тінкер Белл. 

## Історія

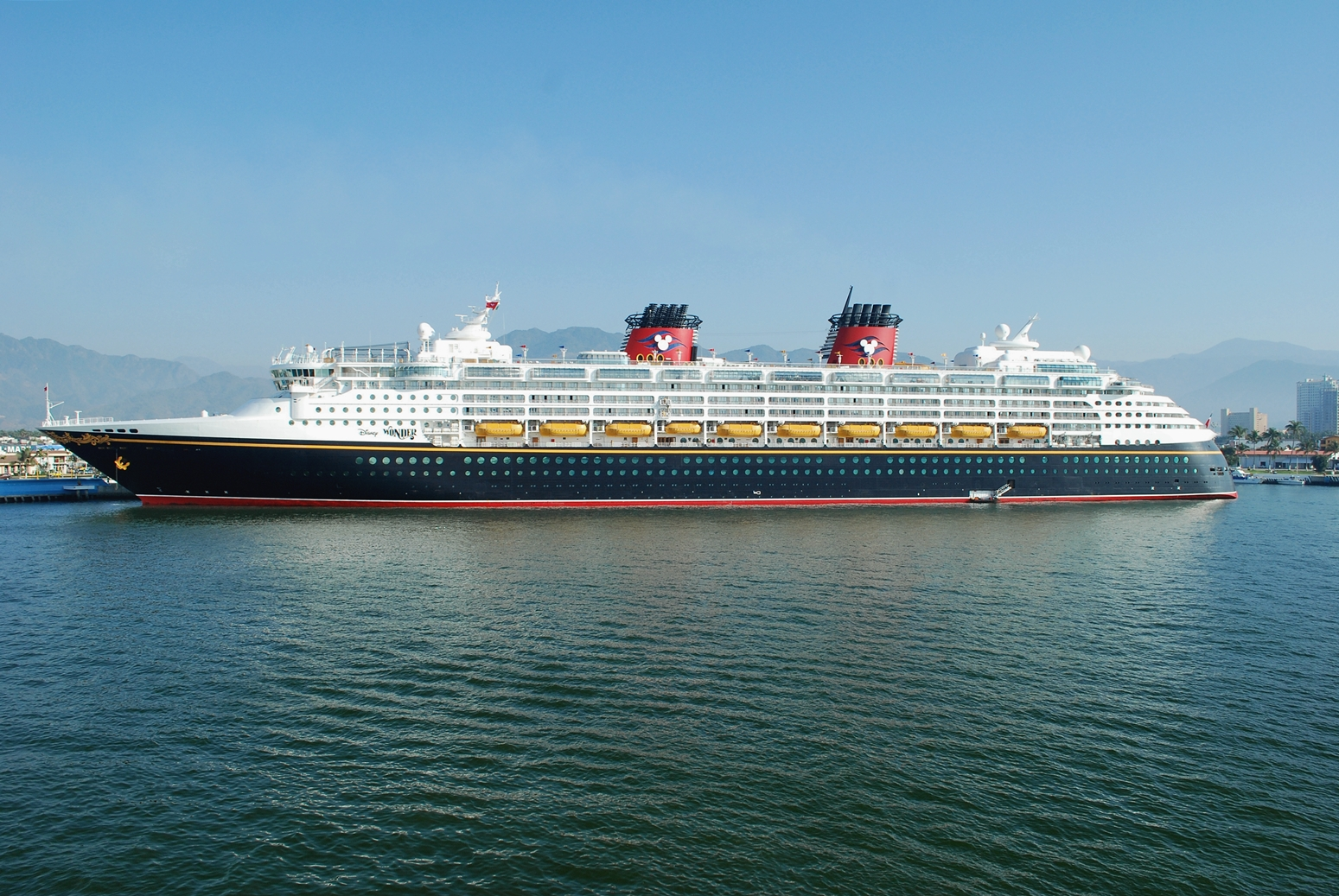
Дісней Wonder в Пуерто-Вальярта.

Disney Wonder  відправився у свій перший рейс із пристані Fincantieri в Італії, зупиняючись в Саутгемптоні, Велика Британія, Понта (Азорські острови), прибуваючи в порт Канаверал, штат Флорида двома тижнями пізніше. [джерело?] Його першим рейсом був Багамський круїз, який тривав 4 доби і розпочався 15 серпня 1999 року.
Disney Wonder  спочатку організовував трьох- і чотирьох-денні круїзи на Багами. У 2011 році Disney Dream  курсував по цьому маршруті. З того часу, Disney Wonder почав відправлятися у рейси по маршрутах, які включають зупинки на Алясці, в мексиканській Рів'єрі, на Гавайях, на Карибських островах і проходив через Панамський канал.

### Зникнення члена екіпажу
22 березня 2011 року, Ребекка Коріам, член екіпажу, не з'явилася на свою ранкову зміну і відразу була оголошена зниклою безвісти. Її останнє відоме місце розташування було у вітальні екіпажу рано вранці , коли кадрова камера спостереження зафіксувала її під час розмови по телефону. Вона виглядала  засмученою і вийшла. Це був перший випадок зникнення з корабля за всю історію Діснея.  Активність кредитної картки Коріам через  два місяці після її зникнення викликала підозри, що вона ще може бути жива. 

## Відпочинок
Водний макет Disney Wonder складається із трьох басейних областей. Басейн Міккі Мауса створений для дітей віком від 3 місяців до 3 років. Його глибина сягає 1,5 футів,і з двома гарячими ваннами у вигляді вух Міккі і завивистим захищеним спуском. Басейн Гуфі призначений для сімей. На додаток до басейну, там можна насолодитися двома джакузі-спа і світлодіодним екраном, розміром  24-14 футів, який був названий Діснеєм "Funnelvision" через його розташування на задній частині однієї з воронок корабля. Басейн Тиха Гавань доступний лише для дорослих віком 18+. 
Щодо легкої атлетики, корабель пропонує широкий вибір спорту, із спеціально відведеним місцем для баскетболу, волейболу, футболу, пінг-понгу, тощо. Ця територія містить також закрите поле для баскетболу (захищене від вітру великим скляним екраном) та інші спортивні спорядження.
Для дітей (віком 3-12) там знаходиться Океанаріум і його лабораторія. Клуб пропонує слайд-шоу, кілька спеціально облаштованих телевізорів, відповідний одяг, і куратора-керівника. Лабораторія пропонує також і відео ігри, комп'ютери, кулінарні майстер-класи і телевізори, час використання яких залежить від вікової категорії відвідувача. Діти отримують значок RFID при реєстрації, що дозволяє круїзному персоналу постійно знати місце знаходження дитини в активному радіусі. Disney Wonder також має ігрову аркаду під назвою Quarter Masters.

## Харчування
На вечерю, Disney Wonder  практикує техніку обігу.  Три головних ресторани знаходяться на борту Wonder: "У Тритона", "Папужий риф"  і "Смак аніматора".  Щовечора, гості "повертають" в інший ресторан, сидячи за столиком того ж номера, що і вчора, з тими самими людьми і обслуговчим персоналом. Кожен декор меню ресторанів є тематичним: в ресторані "У Тритона"  зала  зроблена у стилі арт-деко і  там подають виключно страви французької кухні; оформлення іншого закладу "Папужий Риф"  було присвячено  Карибському гриль-будинку,  а обідній зал ресторану "Смак аніматора"  змінюється чорно-білими кольорами протягом прийому їжі; там подають страви сучасної кухні. 
Disney Wonder  також має кілька додаткових «відкритих» варіантів, де можна поїсти. Найбільшим з них є Біч Бленкет Баффет, який працює як шведський стіл під час сніданку та обіду, і як типовий ресторан під час вечері. Також є три відкритих ресторани швидкого обслуговування, розташованих поруч з басейнами: Гуффі Камбуз, який пропонує  сніданок і обід і вечірні закуски, Піцерія Піноккіо,  де подають піцу під час обіду і вночі, і Будка Плуто, де ви зможете посмакувати гамбургерами, вегетаріанськими бургерами, курячими закусками, і хот-догами на обід і вечерю.  Ресторани "Тритон"  і "Папужий Риф"  пропонують відвідувачам американську їжу на обід, незважаючи на те, чи це швидкий ланч, чи комплексний обід.   Доступним є також цілодобове обслуговування номерів. 
Disney Wonder  також пропонує ресторан класу преміум, "Пало", у якому ви можете скуштувати  північно-італійську кухню. "Пало"  радо зустрічає гостей віком 18+, і стягує додаткову плату з кожного  під час вечері. 

## Зовнішні посилання
- Дісней Wonder [Архівовано 16 жовтня 2015 у Wayback Machine.] з сайту компанії
- "Он там на диво (Крейсерська в Мексику, Дісней Style), частина перша", [Архівовано 24 жовтня 2015 у Wayback Machine.] "друга частина" [Архівовано 11 вересня 2015 у Wayback Machine.] і "Частина третя" [Архівовано 20 вересня 2015 у Wayback Machine.] - огляд Пітер Knego в  морських справах  круїз до Мексики на Дісней Wonder.